# Вільямспорт (Пенсільванія)
Вільямспорт (англ. Williamsport) — місто (англ. city) в США, в окрузі Лайкомінг штату Пенсільванія. Населення — 27 754 особи (2020).

## Географія
Вільямспорт розташований за координатами 41°14′24″ пн. ш. 77°2′8″ зх. д. / 41.24000° пн. ш. 77.03556° зх. д. (41.240019, -77.035591). За даними Бюро перепису населення США в 2010 році місто мало площу 24,42 км², з яких 22,61 км² — суходіл та 1,80 км² — водойми.

### Клімат
| Клімат : Вільямспорт    | Клімат : Вільямспорт | Клімат : Вільямспорт | Клімат : Вільямспорт | Клімат : Вільямспорт | Клімат : Вільямспорт | Клімат : Вільямспорт | Клімат : Вільямспорт | Клімат : Вільямспорт | Клімат : Вільямспорт | Клімат : Вільямспорт | Клімат : Вільямспорт | Клімат : Вільямспорт | Клімат : Вільямспорт |
| Показник                | Січ.                 | Лют.                 | Бер.                 | Квіт.                | Трав.                | Черв.                | Лип.                 | Серп.                | Вер.                 | Жовт.                | Лист.                | Груд.                | Рік                  |
| Абсолютний максимум, °C | 21,1                 | 24,4                 | 30,6                 | 35,6                 | 35,6                 | 40,0                 | 41,1                 | 39,4                 | 38,9                 | 33,9                 | 28,3                 | 21,1                 | 41,1                 |
| Середній максимум, °C   | 1,2                  | 3,3                  | 8,8                  | 16,1                 | 21,9                 | 26,5                 | 28,7                 | 27,6                 | 23,1                 | 16,7                 | 9,9                  | 3,4                  | 15,7                 |
| Середній мінімум, °C    | −7,1                 | −5,9                 | −1,9                 | 3,8                  | 8,8                  | 14,2                 | 16,6                 | 15,9                 | 11,7                 | 5,3                  | 0,7                  | −4,3                 | 4,9                  |
| Абсолютний мінімум, °C  | −28,9                | −27,8                | −20,6                | −13,3                | −2,2                 | 2,2                  | 6,1                  | 3,3                  | −2,2                 | −7,2                 | −16,1                | −26,1                | −28,9                |
| Норма опадів, мм        | 69                   | 59                   | 75                   | 82                   | 93                   | 100                  | 110                  | 98                   | 106                  | 87                   | 95                   | 74                   | 1048                 |
| Днів з опадами          | 11,0                 | 9,7                  | 11,5                 | 11,6                 | 13,3                 | 11,9                 | 11,4                 | 10,3                 | 10,0                 | 10,3                 | 11,0                 | 10,8                 | 132,8                |
| Днів зі снігом          | 7,4                  | 5,6                  | 3,5                  | 0,7                  | 0                    | 0                    | 0                    | 0                    | 0                    | 0,1                  | 1,3                  | 5,3                  | 23,9                 |
| ----------------------- | -------------------- | -------------------- | -------------------- | -------------------- | -------------------- | -------------------- | -------------------- | -------------------- | -------------------- | -------------------- | -------------------- | -------------------- | -------------------- |
| Джерело: NOAA           |                      |                      |                      |                      |                      |                      |                      |                      |                      |                      |                      |                      |                      |

## Демографія
Згідно з переписом 2010 року, у місті мешкала 29 381 особа в 11 646 домогосподарствах у складі 6059 родин. Густота населення становила 1203 особи/км². Було 12864 помешкання (527/км²).
Расовий склад населення:
| - 80,8 % — білих - 13,5 % — чорних або афроамериканців - 0,7 % — азіатів - 0,2 % — корінних американців |

До двох чи більше рас належало 4,0 %. Частка іспаномовних становила 2,6 % від усіх жителів.
За віковим діапазоном населення розподілялося таким чином: 20,7 % — особи молодші 18 років, 67,9 % — особи у віці 18—64 років, 11,4 % — особи у віці 65 років та старші. Медіана віку мешканця становила 29,7 року. На 100 осіб жіночої статі у місті припадало 104,4 чоловіків; на 100 жінок у віці від 18 років та старших — 104,3 чоловіків також старших 18 років.
Середній дохід на одне домашнє господарство становив 49 461 долар США (медіана — 35 826), а середній дохід на одну сім'ю — 58 512 долари (медіана — 46 323). Медіана доходів становила 37 845 доларів для чоловіків та 31 423 долари для жінок. За межею бідності перебувало 27,3 % осіб, у тому числі 38,7 % дітей у віці до 18 років та 11,0 % осіб у віці 65 років та старших.
Цивільне працевлаштоване населення становило 12 607 осіб. Основні галузі зайнятості: освіта, охорона здоров'я та соціальна допомога — 30,7 %, виробництво — 13,2 %, роздрібна торгівля — 13,1 %.

## Уродженці
- Том Маріно (* 1952) — американський політик-республіканець.